# Traité d'Anvers
Le traité d'Anvers (connue aussi sous le nom de Trêve de douze ans) était un armistice signé à Anvers le 9 avril 1609 entre l'Espagne et les Provinces-Unies, créant une période de cessez-le-feu durant la guerre de Quatre-Vingts Ans pour l'indépendance, conduite par les Provinces-Unies.

## Termes du traité
En février 1608, les négociateurs hollandais ont soumis à leurs homologues espagnols trois différentes propositions concernant le commerce étranger dans les Indes orientales :
- la première proposition suggérait que la paix en Europe soit fondée avec un libre commerce dans les territoires étrangers qui n'étaient pas sous le contrôle de l'Empire colonial espagnol ;
- la seconde proposition proposait une trêve permettant de commercer librement à l'étranger pendant une période indéterminée ;
- la troisième proposition suggérait que le commerce étranger soit basé sur une politique « à ses risques et périls ».

En fin de compte, les Espagnols ont choisi la deuxième des trois propositions. Selon les termes du traité, les Pays-Bas eurent le droit de commercer avec les territoires n'étant pas sous l'emprise de l'Empire colonial espagnol à condition d'acquérir une lettre patente du roi d'Espagne. De plus, les Hollandais étaient autorisés à s'engager dans un commerce sans entrave en dehors de l'Empire colonial espagnol, avec la permission des indigènes.
Selon un protocole rédigé par des représentants anglais et français, les Hollandais décidèrent, durant les négociations, se réserver le droit d'aider des indigènes ayant conclu des relations diplomatiques avec eux et que de telles actions ne constituent pas dans l'ensemble une violation de l'armistice.

## Hugo Grotius
La création de l'accord a été influencée par les écrits d'Hugo Grotius dans la Mare Liberum, publiée sous l'influence de la Compagnie néerlandaise des Indes orientales durant la période des négociations. La brochure fut publiée anonymement à Leyde environ un mois avant la conclusion du traité.

## Johan van Oldenbarnevelt
Johan van Oldenbarnevelt et les oligarchies urbaines de Hollande ont développé un autre traité de paix pour prévenir de nouvelles hostilités contre les Espagnols, une fois l'expiration du traité d'Anvers en 1621. Cependant, le stadhouder Maurice de Nassau, l'adversaire politique d'Oldenbarnevelt dans le gouvernement des Provinces-Unies, conduisit une faction de nobles qui soutenait la reprise des hostilités envers l'Espagne et a décidé d'arrêter Oldenbarnevelt en 1618.

## Sources
- (en) Cet article est partiellement ou en totalité issu de l’article de Wikipédia en anglais intitulé « Treaty of Antwerp (1609) » (voir la liste des auteurs) dans sa version du 5 décembre 2007.

- Armitage, David. "Making the Empire British: Scotland in the Atlantic World 1542-1707". Past and Present, no 155. (mai 1997), p. 34-63.
- Fix, Andrew. "Radical Reformation and Second Reformation in Holland: The Intellectual Consequences of the Sixteenth-Century Religious Upheaval and the Coming of a Rational World View". Sixteenth Century Journal, volume 18, no 1 (preintemps 1987), p. 63-80.
- (en) Wilhelm Georg Grewe et Michael Byers, The epochs of international law, Berlin, Walter de Gruyter, 2000, 780 p. (ISBN 978-3-110-15339-2, OCLC 491696223)